# Bubú de clatell roig
El bubú de clatell roig (Laniarius ruficeps) és un ocell de la família dels malaconòtids (Malaconotidae).

## Hàbitat i distribució
Habita àrids matollars xèrics al Sudan, extrem nord-oest i sud de Somàlia, est i sud d'Etiòpia, Eritrea, Djibouti i l'est i sud-est de Kenya.